# Science/Fiction
"Science/Fiction" es el quinto episodio de la segunda temporada y undécimo episodio en general de la serie de televisión estadounidense Loki, basada en Marvel Comics y protagonizada por el personaje homónimo. Sigue a Loki desfasándose en el tiempo y reclutando a sus amigos para salvar a la Autoridad de Variación Temporal (TVA) y el multiverso. El episodio está ambientado en el Universo Cinematográfico de Marvel (MCU), compartiendo continuidad con las películas de la franquicia. Fue escrito por el escritor principal Eric Martin y dirigido por Justin Benson y Aaron Moorhead.
Tom Hiddleston retoma su papel de Loki de la serie de películas, protagonizada junto a Sophia Di Martino (Sylvie), Gugu Mbatha-Raw (Renslayer), Wunmi Mosaku (Hunter B-15), Eugene Cordero, Tara Strong (Miss Minutes), Neil Ellice, Jonathan Majors y Owen Wilson (Mobius) retoman sus papeles de la primera temporada, junto a Rafael Casal, Kate Dickie, Liz Carr y Ke Huy Quan. El desarrollo de la segunda temporada comenzó en noviembre de 2020, que se confirmó formalmente en julio de 2021. En febrero de 2022, se reveló que Benson, Moorhead y Martin dirigirían y escribirían, respectivamente, la mayor parte de la temporada.
"Science/Fiction" se estrenó en Disney+ el 2 de noviembre de 2023.

## Trama
Loki sobrevive a la explosión del Telar Temporal, pero descubre que todos sus amigos y los trabajadores de la AVT han desaparecido. Mientras recorre la desolada sede, comienza a desfasarse incontrolablemente otra vez, ahora a través del tiempo y el espacio, escapando apenas mientras la sede de la AVT se espaguetiza. Esto lo lleva a líneas de tiempo ramificadas donde sus amigos Mobius, Hunter B-15 y Casey fueron restablecidos a sus vidas originales: Mobius es un vendedor de motos acuáticas  y padre soltero llamado Don que vive en Cleveland, en 2022, B-15 es la Dra. Verity Willis en Nueva York de 2012 y Casey es el prisionero Frank Morris en Alcatraz, 1962, respectivamente. Loki llega antes estas personas, pero ellos no lo reconocen. Loki finalmente llega a Pasadena en 1994 donde conoce al Dr. A.D. Doug, un escritor fallido de ciencia ficción y científico que resulta ser la verdadera identidad de Ouroboros.
Queriendo volver al momento antes de la explosión, Loki solicita la ayuda de Doug, que le cree su historia y lo anima a controlar su desfase, teorizando que además de moverse en el tiempo, también se mueve en el espacio buscando a las personas que necesita entendiendo que Loki tiene una razón para hacerlo. Loki se concentra en su intención de salvar a la AVT, pero no logra controlarse. Doug, alternativamente, propone que Loki reúna a todos los presentes en la explosión para que su aura temporal colectiva pueda enviarlos de regreso al momento y lugar correctos. Para construir un TemPad, Loki le pasa a Doug un manual de la AVT que Loki había conservado antes de desfasarse.
Loki se desliza hacia la línea temporal de Don y lo convence de ayudar apelando al deseo de Don de proteger a sus hijos. Doug llega a la línea temporal de Don usando un TemPad que construyó durante 19 meses. Usando el TemPad, Loki y Doug reúnen a Don, Willis y Frank en el taller de Doug. Loki luego encuentra a Sylvie en el  McDonald's de Broxton, Oklahoma, descubriendo que conservó sus recuerdos y se niega a ayudarlo ya que quiere vivir su propia vida. Mientras conversan en un bar, Sylvie consigue que Loki admita su verdadera motivación: quiere recuperar a sus amigos y teme estar solo. Ella lo anima a vivir su propia vida, haciendo que Loki se de por vencido y decida enviar a Don, Willis, Frank y Doug a sus vidas.
Sin embargo, cuando todo en la línea de tiempo de Sylvie se espaguetiza, ella reconoce que las líneas de tiempo ramificadas están muriendo, cambia de opinión y va al taller de Doug para ayudar a Loki. Sin embargo, antes de que el grupo pueda actuar, el taller de Doug también se desmorona, al igual que Frank, Doug, Don, Willis y Sylvie. En este momento de desesperación, Loki finalmente aprende a controlar el tiempo que se le escapa enfocándose en una persona (el "quien"), en lugar de en un evento o un propósito. Loki regresa al momento antes de que el taller de Doug se vuelva espaguetizado, le dice al grupo que puede "reescribir la historia" y regresa momentos antes de la explosión del Telar.

## Producción

### Desarrollo
El desarrollo de una segunda temporada de Loki había comenzado en noviembre de 2020,  lo que se confirmó a través de una escena a mitad de créditos en el final de la primera temporada, que se estrenó en julio de 2021.  En febrero de 2022, el dúo de directores Justin Benson y Aaron Moorhead fueron contratados para dirigir la mayoría de los episodios de la segunda temporada.  Eric Martin, escritor de la primera temporada que asumió algunas de las tareas del creador de la serie Michael Waldron durante la producción de esa temporada,  estaba listo para escribir los seis episodios de la segunda temporada.  Los productores ejecutivos de la temporada incluyen a Kevin Feige, Stephen Broussard, Louis D'Esposito, Victoria Alonso, Brad Winderbaum y Kevin R. Wright de Marvel Studios, junto con la estrella Tom Hiddleston, Benson y Moorhead, Martin y Waldron.  El quinto episodio, titulado "Science/Fiction", fue escrito por Martin. 

### Escritura
Según Eric Martin, la elección de incluir una canción de The Velvet Underground fue una decisión tomada por los directores Benson y Moorhead. El episodio también describe la vida de Mobius M. Mobius como padre soltero, que fue planeada porque Martin sintió que la experiencia de la vida real de Owen Wilson como padre de dos hijos "le aporta mucho corazón y dulzura".  La descripción de la vida de los miembros de la AVT antes de unirse a ella se hizo según lo planeado, pero Martin tuvo dificultades para conceptualizar la historia de fondo de Casey. Como sentía que Casey era "tan dulce y manso", quería representarlo como "un tipo duro" y originalmente tenía la intención de presentar a Casey como un motociclista líder en un bar de motociclistas, inspirándose en Terminator 2 (1991), pero más tarde decidió representarlo en Alcatraz; consideró que al hacerlo se mantendría el tono general. Explicó además que los poderes de Loki para deslizarse en el tiempo se originaron a partir de sus nuevas relaciones y de cómo comienza a desarrollar un sentido de parentesco más fuerte, señalando que "se desmaterializan ante sus propios ojos, y ya se había dado cuenta de que es por eso que ha sido "Gracias a ellos", al tiempo que cita a Sylvie como "el colofón de eso" y estimula así su capacidad para centralizar y controlar el poder. 

### Casting
El episodio está protagonizado por Tom Hiddleston como Loki, Sophia Di Martino como Sylvie, Wunmi Mosaku como Hunter B-15, Eugene Cordero como Casey, Ke Huy Quan como Ouroboros "OB" y Owen Wilson como Mobius M. Mobius.  También aparecen en el episodio Jason Pennycooke como Lyle, Alan Pearson como Dale y Caleb y Blake Johnston-Miller como los hijos de Don,  mientras que los directores Benson y Moorhead hacen cameos como John Anglin y Clarence Anglin,  y el director de fotografía Isaac Bauman hace cameos como un entusiasta de las motos de cross.  

### Filmación y efectos visuales
El rodaje tuvo lugar en Pinewood Studios en el Reino Unido,  con Benson y Moorhead dirigiendo.
Los efectos visuales para el episodio fueron creados por Framestore, Industrial Light & Magic, Yannix, SDFX Studios, FuseFX, Trixter, Cantina Creative y Lola VFX. 

## Marketing
Después del lanzamiento del episodio, Marvel anunció productos inspirados en el episodio como parte de su promoción semanal "Marvel Must Haves" para cada episodio de la serie, incluida ropa, accesorios y un Funko Pop de Don. 

## Recepción
El sitio web de recopilación de reseñas Rotten Tomatoes informa un índice de aprobación del 73% basado en 11 reseñas. 
Fran Ruiz de Space.com escribió que "Science/Fiction" "cumple su promesa, aborda la trama desde un ángulo más tradicional de viaje en el tiempo y luego se vuelve completamente cómico." Ruiz elogió a los directores Justin Benson y Aaron Moorhead por mostrar su "habilidad para el horror cósmico" con la escena de la línea de tiempo de Sylvie espaguetizada. Ruiz también destacó los elementos cómicos aportados por Owen Wilson y Ke Huy Quan, con el primero contribuyendo a conversaciones fácilmente consumibles entre Loki y Mobius, y la "entrega inexpresiva" del segundo sobre el desarrollo de la tecnología de puerta del tiempo "en sólo 19 meses a costa de perder su trabajo y su esposa... distrayéndonos de la pregunta de cómo diablos logró hacer eso". 
William Hughes de The AV Club le dio al episodio una calificación de "A-", describiéndolo como "principalmente una serie de dos manos, que es el espacio donde Loki a menudo hace su mejor trabajo", destacando las interacciones de Hiddleston con Ke Huy Quan y Owen Wilson, y la última interacción tiene "notas nuevas", como que Loki es "más cálido" y Wilson interpreta a un "vendedor ambulante cauteloso". Hughes elogió la elección de que el personaje Loki "regrese al centro del escenario con un deseo real en su corazón" de salvar la TVA, después de jugar un papel secundario frente a las "ambiciones esbozadas más agresivamente" de otros en episodios anteriores de esta temporada. 
Siddhant Adlakha de Vulture calificó el episodio con 4 estrellas de 5, "bastante cómodamente el mejor de la temporada" hasta el momento, "mucho más temperamental" que los episodios anteriores, "con mucho más espacio para que los personajes respiren", citando a Loki y Sylvie ser capaz de vocalizar todos estos sentimientos conocidos y cocinarlos durante períodos prolongados". Adlakha también destacó la escena en la que Loki convence a Don para que ayude, proporcionando un momento "desgarrador" en el que Don se muestra reacio a dejar a sus hijos incluso si no lo hacen. Sabemos que se fue temporalmente, mostrando a Don "viviendo y experimentando pérdida, amor y molestia, a veces todo al mismo tiempo", con el resultado efectivo de que "la 'existencia' adquiere forma tangible esta semana", elevando las apuestas del programa con respecto al final de existencia. 
Therese Lacson de Collider elogió el episodio por presentar "el mayor crecimiento que hemos visto en el personaje de Loki desde que lo conocimos por primera vez en 2011 en Thor ". Lacson describió la variante de Loki de este programa como "de alguna manera infinitamente mejor" que la otra variante de Loki desarrollada en Thor: The Dark World y Thor: Ragnarok, porque la variante de este programa "ya no está simplemente unida a su hermano o su familia; es otra persona... Lo hemos visto desarrollar amistades cercanas con los otros agentes de TVA e involucrarse en sus vidas. Ese latido emocional [en el que Loki quiera amigos] se siente completamente ganado". Lacson escribió además que la verdadera motivación de Loki, que "no sabe a dónde pertenece sin la TVA", era una extensión del origen de Loki como "un niño sacado de su casa y criado por un conquistador. Realmente nunca ha pertenecido a ningún lado". 
Sabina Graves de Gizmodo escribió que en este episodio, el programa "vuelve a sus extrañas raíces, ofreciendo una intrigante preparación para el final de la temporada", mostrando cómo Loki invirtió "la narrativa de su destino como alguien siempre destinado a perder", ya que Loki ahora sabe que "él controla los hilos de su narrativa" y posiblemente podría "convertirse en el Dios de las Historias". Sin embargo, Graves criticó el desarrollo del personaje de Sylvie desde el "personaje rudo" de la temporada 1 hasta la "chica cínica y egoísta... que se escapó" de Loki en la temporada 2, al tiempo que señaló que Di Martino "vende" con éxito el personaje. 